# Demons & Wizards (hudební skupina)
Demons & Wizards byl vedlejší hudební projekt kytaristy skupiny Iced Earth Jona Schaffera a Hansiho Kürsche, zpěváka kapely Blind Guardian, založený v roce 1997. O dva roky později bylo vydáno eponymní debutové album, k jehož podpoře tato dvojice odehrála pár vystoupení na evropských festivalech. Druhá studiová deska vyšla o šest let později, jmenovala se Touched by the Crimson King a byla inspirovaná knižní fantasy sérií Temná věž od Stephena Kinga. Kvůli časové vytíženosti obou hudebníků s jejich hlavními kapelami se projekt následně odmlčel a nedocházelo k další aktivitě. To se změnilo v roce 2017, kdy duo oznámilo, že začalo pracovat na novém studiovém albu. Třetí album s názvem III vyšlo v únoru 2020.

## Ukončení činnosti
6. ledna 2021 se Schaffer účastnil Útoku na Kapitol Spojených států, za co se dostal na seznam FBI. 17. ledna se Schaffer vydal úřadům. 1. února pak Kürsch oznamuje, že jeho spolupráce se Schafferem končí, čímž se kapela rozpadla.

## Sestava
- Hansi Kürsch – zpěv
- Jon Schaffer – kytara, basová kytara

## Diskografie
- Demons & Wizards (1999)
- Touched by the Crimson King (2005)
- III (2020)